# Episodi di Spenser (seconda stagione)
La seconda stagione della serie televisiva Spenser è stata trasmessa in anteprima negli Stati Uniti d'America dalla ABC tra il 4 ottobre 1986 e il 9 maggio 1987.
| nº | Titolo originale              | Titolo italiano | Prima TV USA      | Prima TV Italia |
| -- | ----------------------------- | --------------- | ----------------- | --------------- |
| 1  | Widow's Walk                  |                 | 4 ottobre 1986    |                 |
| 2  | An Eye for an Eye             |                 | 27 settembre 1986 |                 |
| 3  | Rockabye Baby                 |                 | 25 ottobre 1986   |                 |
| 4  | White Knight                  |                 | 18 ottobre 1986   |                 |
| 5  | And Give Up Show Biz?         |                 | 1º novembre 1986  |                 |
| 6  | The Long Hunt                 |                 | 8 novembre 1986   |                 |
| 7  | Home Is the Hero              |                 | 22 novembre 1986  |                 |
| 8  | One If by Land, Two If by Sea |                 | 29 novembre 1986  |                 |
| 9  | Shadowsight                   |                 | 13 dicembre 1986  |                 |
| 10 | The Hopes and Fears           |                 | 20 dicembre 1986  |                 |
| 11 | Among Friends                 |                 | 10 gennaio 1987   |                 |
| 12 | I Confess                     |                 | 17 gennaio 1987   |                 |
| 13 | Murder and Acquisitions       |                 | 24 gennaio 1987   |                 |
| 14 | Personal Demons               |                 | 7 febbraio 1987   |                 |
| 15 | Mary Hamilton                 |                 | 14 febbraio 1987  |                 |
| 16 | Trial and Error               |                 | 21 febbraio 1987  |                 |
| 17 | One for My Daughter           |                 | 7 marzo 1987      |                 |
| 18 | My Brother's Keeper           |                 | 14 marzo 1987     |                 |
| 19 | The Road Back                 |                 | 21 marzo 1987     |                 |
| 20 | If You Knew Sammy             |                 | 4 aprile 1987     |                 |
| 21 | The Man Who Wasn't There      |                 | 2 maggio 1987     |                 |
| 22 | The Song of Orpheus           |                 | 9 maggio 1987     |                 |